# KHO Merchtem-Brussegem
Maillots
Dernière mise à jour : 1er septembre 2011.
Le Koninklijke Hoger Op Merchtem-Brussegem était club de football belge, localisé dans la commune de Merchtem. Fondé durant les années 1930, le club cesse ses activités en 2000 à la suite de problèmes financiers. Porteur du matricule 2242, le club a disputé 30 saisons dans les séries nationales, dont 10 au troisième niveau.

## Histoire
Le club est fondé dans le courant des années 1930, et s'affilie ensuite à l'Union belge. Il est versé dans les séries régionales du Brabant, et reçoit le matricule 2242. Le club est reconnu « Société Royale » le 13 mars 1957 et ajoute le suffixe « Koninklijke » à son appellation officielle. En 1959, il rejoint pour la première fois la Promotion, quatrième et dernier niveau national.
Le premier séjour du club en nationales dure trois saisons. Après une année en provinciales, il remonte en Promotion pour un an puis redescend immédiatement. Il revient en Promotion en 1969, et s'y maintient assez facilement. Il passe tout près du titre en  1973, et remporte finalement sa série en 1975. Le club est donc promu pour la première fois de son Histoire en Division 3. Pour sa première saison en troisième division, Merchtem finit vice-champion, performance confirmée l'année suivante par une troisième place. Les deux saisons suivantes sont plus délicates, le club assurant son maintien de peu, avant d'être relégué en Promotion au terme de la saison 1978-1979.
En 1981, le KHO Merchtem est de nouveau champion de sa série de Promotion. Mais, à la suite d'une affaire de corruption, le club est déchu de son titre et condamné à une relégation administrative. Au lieu de remonter en Division 3, le club redescend en première provinciale. Il remonte directement en Promotion la saison suivante, et lors de la saison de son retour, remporte à nouveau le titre dans sa série. Le club est de retour en troisième division en 1983.
Merchtem parvient à se maintenir cinq saisons en Division 3, obtenant une sixième place comme meilleur résultat, mais redescend ensuite en 1988. En 1991, le club termine avant-dernier en Promotion, et est renvoyé vers les séries provinciales. À nouveau, le club parvient à remonter en nationales après une seule saison. En 1994, le club fusionne avec une équipe de l'entité voisine de Brussegem, et adapte son nom en KHO Merchtem-Brussegem. Un an plus tard, il remporte un quatrième titre de champion de Promotion, et monte pour la troisième fois en Division 3.
Ce qui devait être un renouveau s'avère n'être finalement que le début de la fin pour le club. Leur séjour en D3 ne dure qu'une saison, il termine bon dernier du championnat et retourne en Promotion en 1996. Le club connaît encore deux autres relégations lors des deux saisons suivantes, les amenant en deuxième provinciale en 1998. Le club y dispute trois saisons, jusqu'en 2001. Miné par des problèmes financiers, le club est contraint de cesser ses activités. Son matricule 2242 est alors radié par l'Union Belge.

### FC Merchtem 2000
Un nouveau club est directement refondé sous l'appellation FC Merchtem 2000 auquel l'URBSFA attribue le matricule 9361. Reparti tout en bas de l'échelle, le cercle gravit les échelons jusqu'à la 1re provinciale Brabant. En fin de saison 2015-2016, le club fusionne avec le K. Wolvertem SC (matricule 3155) pour former le Hoger Op Merchtem-Wolvertem sous le matricule  3155. Le matricule 9361 est radié.

## Anciens joueurs célèbres
- Léo Van der Elst, international belge, joue au KHO Merchtem en équipes de jeunes
- Gilles De Bilde, international belge et Soulier d'or 1994, joue trois saisons au KHO Merchtem en début de carrière
- Michel Sablon, directeur technique national jusqu'en 2011

## Résultats en séries nationales
Statistiques clôturées, club disparu

### Palmarès
- 3 fois champion de Belgique de Promotion en 1975, 1983 et 1995[3].

### Bilan
| Niv | Divisions    | Jouées | Titres | TM Up | TM Down |
| --- | ------------ | ------ | ------ | ----- | ------- |
| I   | 1e nationale | 0      | 0      |       |         |
| II  | 2e nationale | 0      | 0      |       |         |
| III | 3e nationale | 10     | 0      |       |         |
| IV  | 4e nationale | 20     | 3      |       |         |
|     |              |        |        |       |         |
|     | TOTAUX       | 30     | 3      |       |         |

- TM Up= test-match pour départager des égalités, ou toutes formes de Barrages ou de Tour final pour une montée éventuelle.
- TM Down= test-match pour départager des égalités, ou toutes formes de Barrages ou de Tour final pour le maintien.

### Classements
| Ordre               | Saison  | Nom du club                                                            | Niveau                                                                 | Classement final                                                       | Remarques                                                              |
| ------------------- | ------- | ---------------------------------------------------------------------- | ---------------------------------------------------------------------- | ---------------------------------------------------------------------- | ---------------------------------------------------------------------- |
| 1                   | 1959-60 | KHO Merchtem                                                           | Promotion série D                                                      | 8e/16                                                                  |                                                                        |
| 2                   | 1960-61 | KHO Merchtem                                                           | Promotion série A                                                      | 10e/16                                                                 |                                                                        |
| 3                   | 1961-62 | KHO Merchtem                                                           | Promotion série B                                                      | 14e/16                                                                 | Relégué!                                                               |
| séries provinciales |         |                                                                        |                                                                        |                                                                        |                                                                        |
| 4                   | 1963-64 | KHO Merchtem                                                           | Promotion série B                                                      | 15e/16                                                                 | Relégué!                                                               |
| séries provinciales |         |                                                                        |                                                                        |                                                                        |                                                                        |
| 5                   | 1969-70 | KHO Merchtem                                                           | Promotion série B                                                      | 7e/16                                                                  |                                                                        |
| 6                   | 1970-71 | KHO Merchtem                                                           | Promotion série D                                                      | 10e/16                                                                 |                                                                        |
| 7                   | 1971-72 | KHO Merchtem                                                           | Promotion série A                                                      | 4e/16                                                                  |                                                                        |
| 8                   | 1972-73 | KHO Merchtem                                                           | Promotion série D                                                      | 2e/16                                                                  |                                                                        |
| 9                   | 1973-74 | KHO Merchtem                                                           | Promotion série D                                                      | 9e/16                                                                  |                                                                        |
| 10                  | 1974-75 | KHO Merchtem                                                           | Promotion série A                                                      | 1er/16                                                                 | Champion et promu!                                                     |
| 11                  | 1975-76 | KHO Merchtem                                                           | Division 3 série A                                                     | 2e/16                                                                  |                                                                        |
| 12                  | 1976-77 | KHO Merchtem                                                           | Division 3 série A                                                     | 3e/16                                                                  |                                                                        |
| 13                  | 1977-78 | KHO Merchtem                                                           | Division 3 série B                                                     | 14e/16                                                                 |                                                                        |
| 14                  | 1978-79 | KHO Merchtem                                                           | Division 3 série A                                                     | 15e/16                                                                 | Relégué!                                                               |
| 15                  | 1979-80 | KHO Merchtem                                                           | Promotion série B                                                      | 10e/16                                                                 |                                                                        |
| 16                  | 1980-81 | KHO Merchtem                                                           | Promotion série B                                                      | 1er/16                                                                 | Relégué!                                                               |
| séries provinciales |         |                                                                        |                                                                        |                                                                        |                                                                        |
| 17                  | 1982-83 | KHO Merchtem                                                           | Promotion série B                                                      | 1er/16                                                                 | Champion et promu!                                                     |
| 18                  | 1983-84 | KHO Merchtem                                                           | Division 3 série A                                                     | 13e/16                                                                 |                                                                        |
| 19                  | 1984-85 | KHO Merchtem                                                           | Division 3 série A                                                     | 6e/16                                                                  |                                                                        |
| 20                  | 1985-86 | KHO Merchtem                                                           | Division 3 série A                                                     | 10e/16                                                                 |                                                                        |
| 21                  | 1986-87 | KHO Merchtem                                                           | Division 3 série A                                                     | 11e/16                                                                 |                                                                        |
| 22                  | 1987-88 | KHO Merchtem                                                           | Division 3 série A                                                     | 15e/16                                                                 | Relégué!                                                               |
| 23                  | 1988-89 | KHO Merchtem                                                           | Promotion série B                                                      | 5e/16                                                                  |                                                                        |
| 24                  | 1989-90 | KHO Merchtem                                                           | Promotion série B                                                      | 13e/16                                                                 |                                                                        |
| 25                  | 1990-91 | KHO Merchtem                                                           | Promotion série A                                                      | 15e/16                                                                 | Relégué!                                                               |
| séries provinciales |         |                                                                        |                                                                        |                                                                        |                                                                        |
| 26                  | 1992-93 | KHO Merchtem                                                           | Promotion série B                                                      | 7e/16                                                                  |                                                                        |
| 27                  | 1993-94 | KHO Merchtem                                                           | Promotion série B                                                      | 7e/16                                                                  |                                                                        |
| 28                  | 1994-95 | KHO Merchtem-Brussegem                                                 | Promotion série B                                                      | 1er/16                                                                 | Champion et promu!                                                     |
| 29                  | 1995-96 | KHO Merchtem                                                           | Division 3 série A                                                     | 16e/16                                                                 | Relégué!                                                               |
| 30                  | 1996-97 | KHO Merchtem                                                           | Promotion série B                                                      | 15e/16                                                                 | Relégué!                                                               |
| séries provinciales |         |                                                                        |                                                                        |                                                                        |                                                                        |
| X                   | 2001    | Le club cesse ses activités, son matricule est radié par l'Union Belge | Le club cesse ses activités, son matricule est radié par l'Union Belge | Le club cesse ses activités, son matricule est radié par l'Union Belge | Le club cesse ses activités, son matricule est radié par l'Union Belge |